# Phyllachora vismiae
Phyllachora vismiae är en svampart som beskrevs av F. Stevens 1927. Phyllachora vismiae ingår i släktet Phyllachora och familjen Phyllachoraceae.   Inga underarter finns listade i Catalogue of Life.